# Anders Sannerstedt
Anders Torsten Sannerstedt, född 25 oktober 1945, är en svensk statsvetare (docent), högskolelektor och valexpert vid Lunds universitet. Han räknas som en expert på skånsk politik, och hans inriktning är svensk politik i modern tid.

## Biografi
Anders Sannerstedt blev fil. dr. i statsvetenskap 1979 och docent 1993. 1987–2012 var han universitetslektor vid Lunds universitet, och han var även medredaktör för Statsvetenskaplig Tidskrift 1985–2002. Åtminstone mandatperioderna 1982–1985 och 1985–1988 var Sannerstedt ledamot i Lunds kommunfullmäktige för dåvarande Vänsterpartiet Kommunisterna.
År 1999 medverkande Sannerstedt i Bakom rubrikerna i SVT 1, där han var användes som expert på Socialdemokraterna. Han används sedan valet 1994, efter Ny demokratis kollaps, av olika medier som expert på Sverigedemokraterna och liknande partier, i synnerhet i samband med valrörelserna och i synnerhet efter valet 2006. Han har också varit valkommentator i Sydnytt i Sveriges Television.